# Giampiero Artegiani
Giampiero Artegiani (Roma, 14 de mayo de 1955-4 de febrero de 2019) fue un cantautor, letrista y productor italiano. 

## Vida y carrera
Nacido en Roma, a los diez años Artegiani aprendió a tocar el banjo y la guitarra. En 1972 se unió al grupo de rock progresivo Semiramis, y después de que la banda se disolvió, trabajó varios años como musicoterapeuta. A finales de la década de 1970, fundó la banda de pop I Carillon, y a principios de la década de 1980 comenzó una carrera en solitario como cantante y compositor. En 1983 ganó el premio Un disco per l'estate con la canción "Storia di un buffone".
En 1984 y 1986, Artegiani participó en el Festival de Música de Sanremo, con canciones de gran éxito en la crítica "Acqua alta in piazza San Marco" y "Le rondini sfioravano il grano". Desde finales de los años 80, Artegiani centró sus actividades en la producción y composición de letras para otros artistas, en particular para Michele Zarrillo y Silvia Salemi. Su canción "Perdere l'amore", interpretada por Massimo Ranieri, ganó la 38 edición del Festival de Música de Sanremo.